# Tour de France

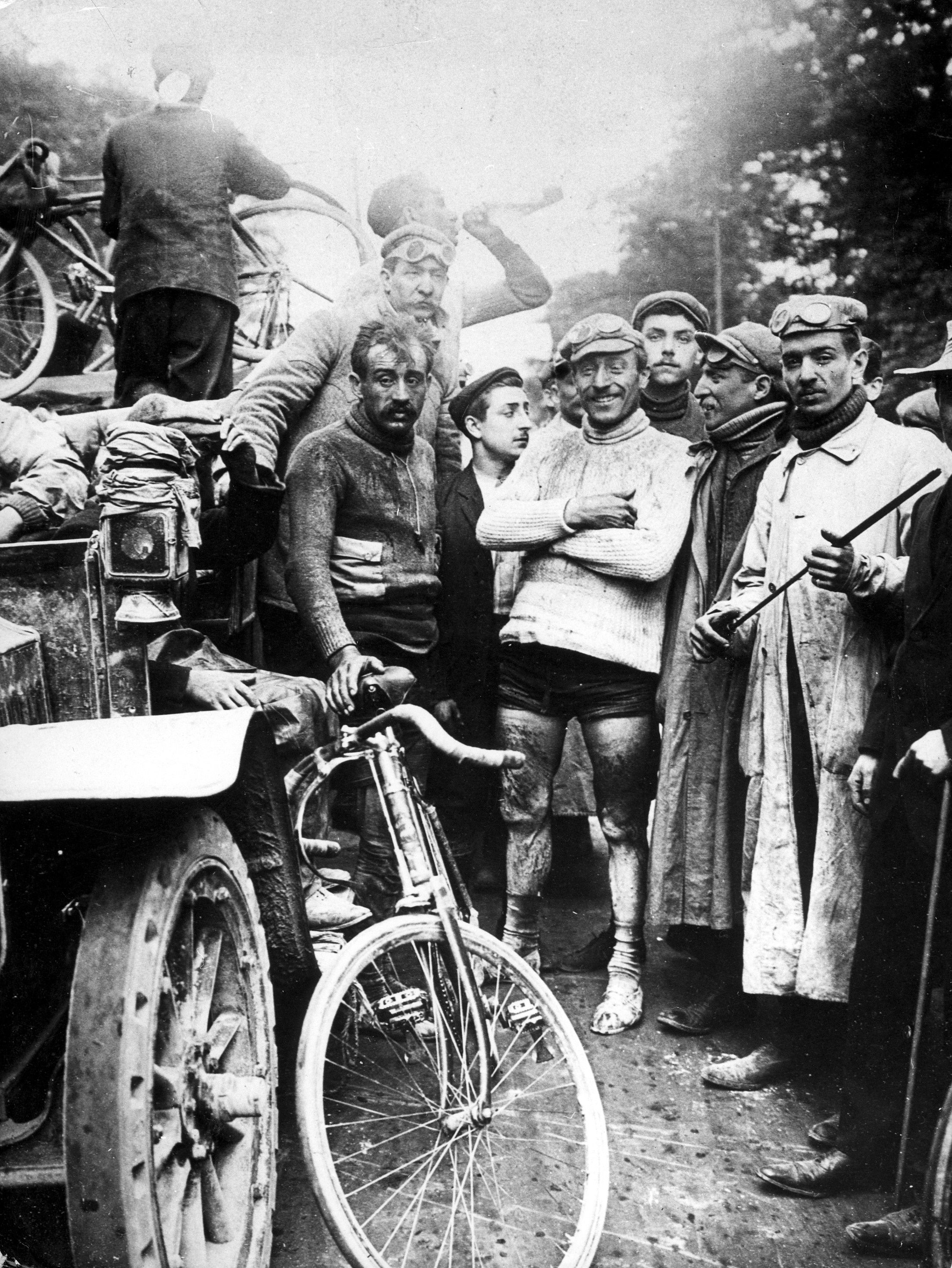
Första Tour de France-vinnaren 1903: Maurice Garin, i mitten med vit tröja.

Tour de France är en årlig cykeltävling som körs i Frankrike. Den hör tillsammans med Giro d'Italia och Vuelta a España till de tre största etapploppen inom cykelsporten i världen (Grand Tours). Tävlingen har körts sedan 1903 med undantag för de två världskrigen. Tidigare följde cykeltävlingen oftast Frankrikes yttergränser men numera kör tävlingen oftast även in i grannländerna. Tour de France pågår under tre veckor i juli och är uppdelad på 21 etapper som är runt 170 km långa. Den totala tävlingssträckan ligger på omkring 330-350 mil.
Belgien är det utländska land som flest gånger har fått besök av Tour de France. Tour de France anses vara den mest prestigefyllda cykeltävlingen i världen och ett av de största idrottsevenemangen efter Sommar-OS och VM i fotboll.

## Historia
Tour de France startade år 1903 för att höja upplagorna på den franska sporttidningen L'Auto, numera l'Équipe, efter att tidningen hade förlorat en varumärkestvist mot den konkurrerande tidningen Le Velo, och var tvungen att korta sitt namn från L'Auto-velo till L'Auto. Den 19 januari 1903 gick man ut med planerna på ”Det största cykelloppet i hela världen". Planen var att starta loppet den 31 maj och avsluta det den 5 juli. När tävlingen närmade sig hade bara 15 cyklister anmält sig. Anmälningsavgiften var 20 franc, vilket var mycket pengar. Med anledning av de få anmälningarna sköts loppet upp till den 1 juli och den totala prissumman höjdes till 20 000 franc. Entreprenören och tidningsmakaren på L'Auto Henri Desgrange bestämde också att loppet skulle kortas ner, vilket innebar att loppet skulle starta den 1 juli och hålla på till den 19 juli. Snart hade ytterligare 60 cyklister anmält sig till tävlingen. Starten sköts dock upp ytterligare en gång till den 19 juli. Den första vinnaren av loppet blev Maurice Garin.

## Etapperna
Hela tävlingen pågår under drygt tre veckor men det finns oftast 2 vilodagar i schemat så antalet tävlingsdagar uppgår till omkring 20. De flesta etapperna är av typen linjelopp med gemensam start för samtliga deltagare. En till tre av etapperna är tempolopp med individuell start, varav en av dessa etapper kan vara ett lagtempolopp.

### Slutetappen
Sedan 1975 avslutas Tour de France alltid på Champs-Élysées i Paris och denna sista etapp är alltid extra prestigefylld att vinna. De första kilometerna går inte inne i Paris utan i utkanten och när loppet är här brukar cyklisterna ta det lugnt, passa på att gratulera varandra till ett bra genomfört lopp och även spexa en del med tv-tittarna. När sedan klungan kommer in på Champs-Élysées ökar tempot och lagen gör allt för att hela tiden ge sina bästa spurtare ett bra uppdrag inför målgången. Detta gör att det är väldigt sällan som en utbrytargrupp lyckas bryta sig loss från klungan och hålla undan ända in i mål, utan det brukar nästan alltid avslutas med en stor klungspurt. Att vinna etappen till Champs-Élysées anses vara oerhört prestigefyllt, speciellt för spurtspecialisterna i tävlingen.   

### Klassiska etapper
Etappen som körs på Bastiljdagen den 14 juli är även en speciell etapp eftersom den dagen är Frankrikes nationaldag. Många franska cyklister anstränger sig extra den dagen för att vinna etappen.

### Bergsetapper

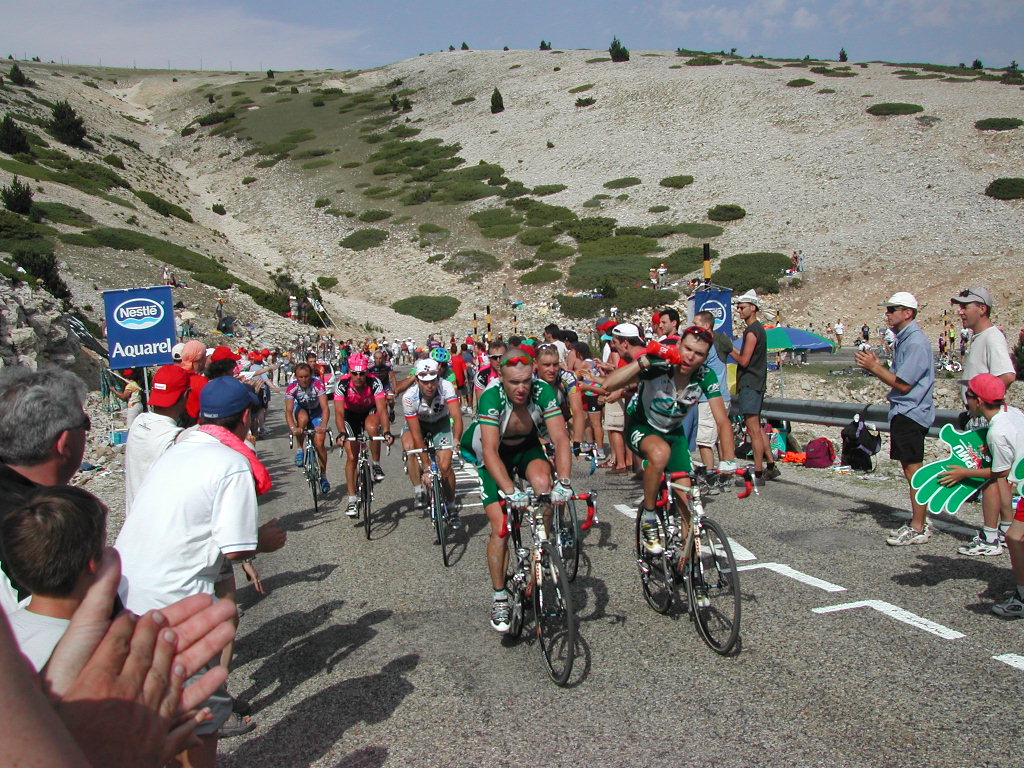
Mont Ventoux 2002. På bilden syns Erik Zabel, Christophe Mengin, Stuart O'Grady med flera.

De etapper som röner störst uppmärksamhet, både publikmässigt och tävlingsmässigt, är utan tvekan bergsetapperna i Alperna och Pyrenéerna. Bergsetapperna är de etapper som avgör tävlingen. Det går inte att vinna Tour de France utan att köra bra i bergen. Under dessa etapper kan cyklisterna distansera sina motståndare, men även själva bli distanserade. Klassiska bergstoppar i Tour de France är bland annat Alpe d'Huez, Col de la Madeleine, Col du Télégraphe och Col du Galibier, samtliga i Alperna. I Pyrenéerna utmärker sig främst Col du Tourmalet. Utanför de två stora bergskedjorna räknas även Ballon d'Alsace i Alsace samt Mont Ventoux i Provence till de klassiska bergen i Tour de France. 
Det är på bergsetapperna som Touren har flest besökare, på toppen av vissa berg är det så trångt att det knappt finns tillräckligt med väg för cyklisterna att åka på. Folk formligen vallfärdar upp i bergen för att heja på sina favoriter.
Den tuffaste bergsetappen på en upplaga, det vill säga den etapp som körs över de högsta bergen, anses även vara mycket prestigefylld att vinna.

## Dödsfall i Tour de France
- 14 juli 1935 föll den spanske cyklisten Francisco Cepeda på väg nerför Col du Galibier och avled under transporten till sjukhuset.
- 13 juli 1967 (torsdagen den 13 juli på den 13:e etappen) avled den brittiske cyklisten Tom Simpson under uppstigningen av Mont Ventoux. Efteråt upptäcktes amfetamin och alkohol i Simpsons blod.
- 18 juli 1995 avled Fabio Casartelli efter en vurpa vid en utförskörning efter berget Col de Portet d'Aspet i Pyrenéerna.[4] Casartelli, som inte hade någon hjälm på sig, fick svåra skallfrakturer då han for med huvudet före rakt in i ett betongblock och avled senare.

## Tröjorna

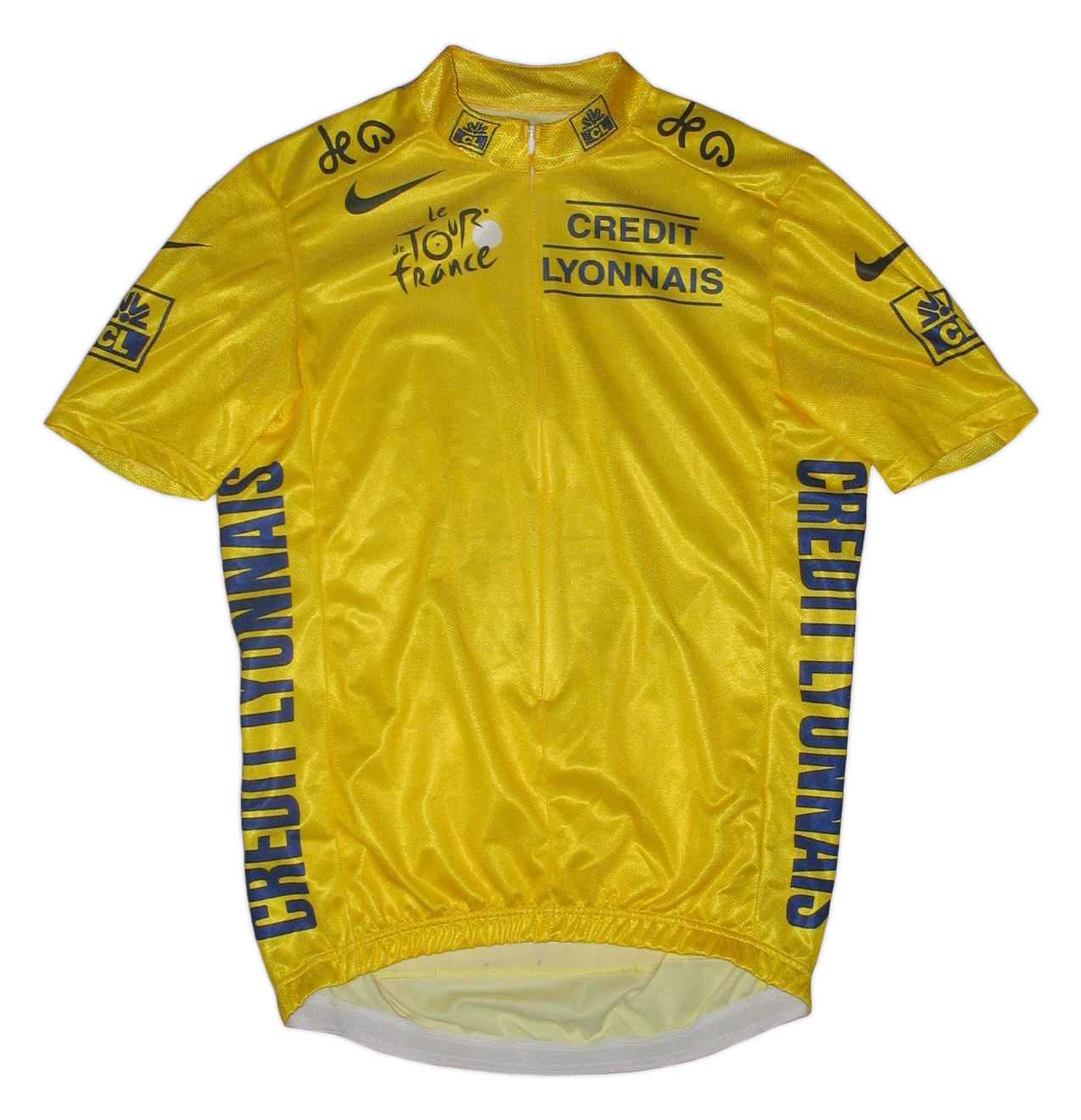
Den gula ledartröjan.

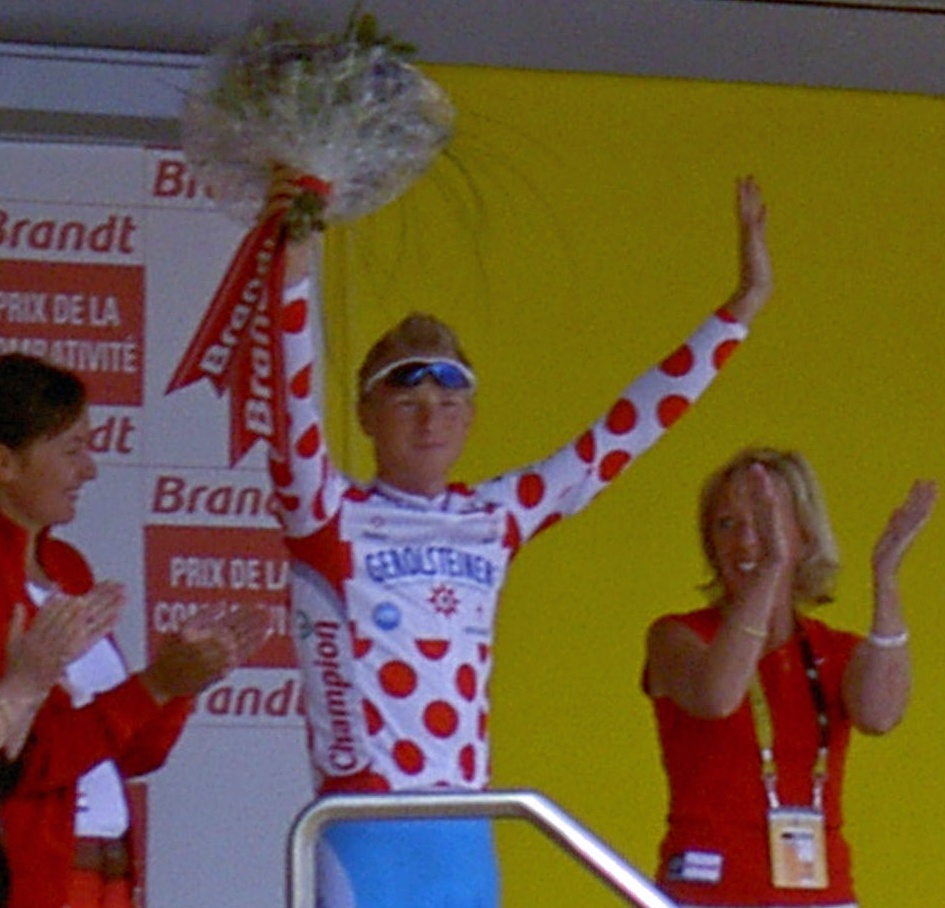
Fabian Wegmann iförd den rödprickiga bergspriströjan 2005.

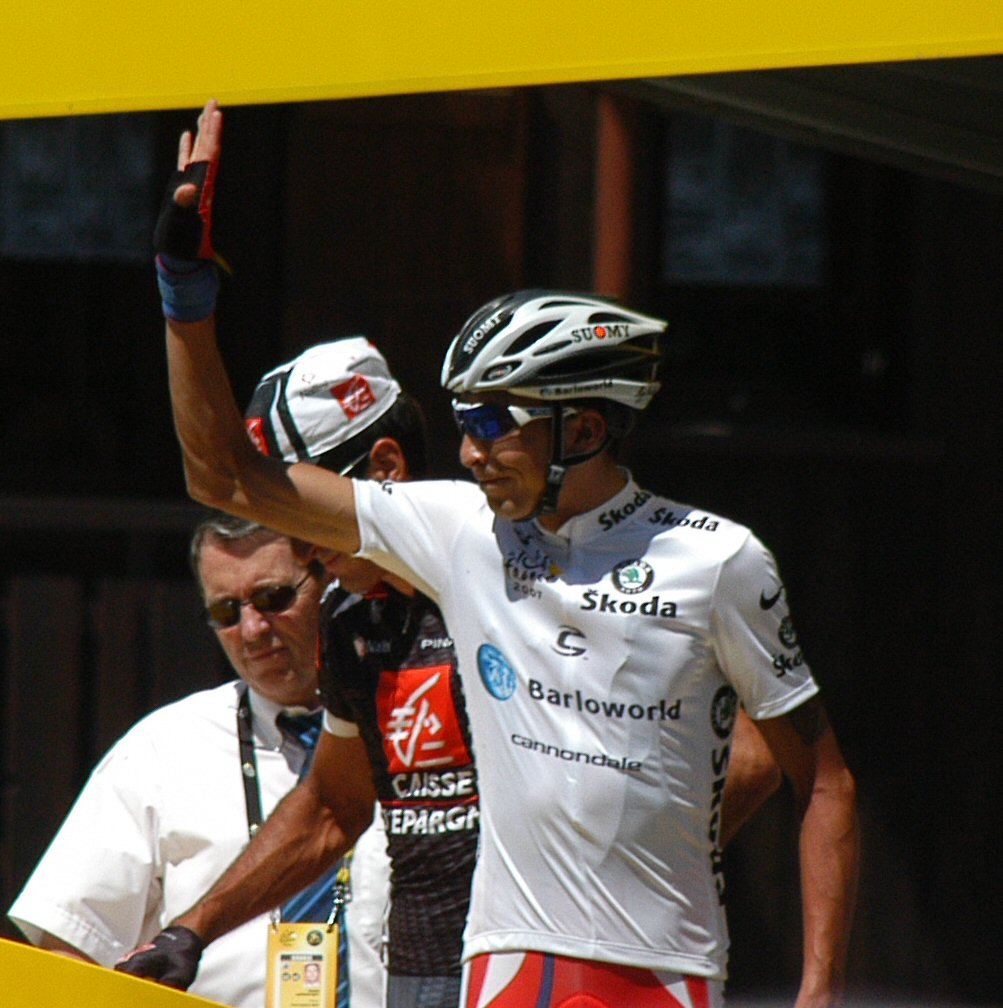
Mauricio Soler iförd den vita ungdomströjan 2007.

I tävlingen förekommer utöver totalsegrare även ett antal mindre tävlingar. Vilka som leder dessa tävlingar markeras genom att dessa cyklister får bära speciella tröjor. Den ordning som tröjorna räknas upp nedan är även tröjornas inbördes ranking. Om en cyklist till exempel skulle leda både totalt och i poängtävlingen kommer cyklisten att på efterföljande tävlingsdag att bära den högst rankade tröjan, det vill säga den gula ledartröjan. Tvåan i poängtävlingen får då i detta fall äran att bära den gröna poängtröjan.

### Den gula ledartröjan
Den viktigaste är den gula ledartröjan, maillot jaune, som bärs av den som leder totalt. Ledaren av tävlingen utses genom att summera tiderna varje cyklist behövt för att fullfölja varje etapp. Den cyklist som har kortast tid, det vill säga den som cyklat snabbast, leder tävlingen. Tröjan har funnits sedan 1919. De cyklister som burit den gula ledartröjan flest gånger är Eddy Merckx som burit den på nittiosex etapper, Bernard Hinault på sjuttioåtta etapper och Lance Armstrong på sjuttiofyra etapper men har under 2012 blivit fråntagen sina segrar i touren på grund av dopning. Den som har burit ledartröjan flest gånger utan att vinna tävlingen är Fabian Cancellara, som har varit iklädd den gula ledartröjan 29 gånger.

#### Kuriosa
Den gula ledartröjan har även varit i rymden. Piloten på STS-124, Kenneth Ham, medförde en av Lance Armstrongs gula ledartröjor under ett uppdrag till ISS år 2008.

### Den gröna poängtröjan
Den gröna poängtröjan, maillot vert, bärs av den som leder poängtävlingen. Poäng ges vid etappsegrar, men också vid spurtpriser som arrangörerna lägger ut på etapperna. Fram till och med 2007 delades det ut bonussekunder i samband med detta som drogs av totaltiden. 
Tävlingen och tröjan har funnits sedan 1953.

### Den rödprickiga bergspriströjan
Den rödprickiga bergspriströjan, maillot à pois, sitter på den som leder bergspristävlingen. Även i detta fall gäller det att vinna poäng, men poängen delas ut till dem som passerar först vid bergstoppar. Bergstopparna som passeras kategoriseras i förväg av tävlingsledningen i fem olika kategorier beroende på svårighetsgrad. Kategori 4 är de enklaste bergen och ger lägst poäng. Därefter följer kategorierna 3, 2 och 1 med ökande svårighetsgrad och högre poäng. Högst poäng ger de berg som ligger utanför kategorierna, hors catégorie eller HC. Bergspristävlingen har funnits sedan 1933, medan tröjan enbart funnits sedan 1975.

### Den vita ungdomströjan
Slutligen får den deltagare som är under 25 år och som ligger bäst till totalt bära den vita ungdomströjan, maillot blanc. Tröjan har funnits sedan 1975, med undantag för perioden 1989 till 1999.

## Historik över segrare
Fyra cyklister har vunnit fem gånger:
- Jacques Anquetil ( Frankrike), 1957, 1961, 1962, 1963 och 1964;
- Eddy Merckx ( Belgien), 1969, 1970, 1971, 1972 och 1974;
- Bernard Hinault ( Frankrike), 1978, 1979, 1981, 1982 och 1985;
- Miguel Indurain ( Spanien), 1991, 1992, 1993, 1994 och 1995 (först med fem i rad).[1]

En cyklist har vunnit fyra gånger:
- Chris Froome ( Storbritannien), 2013, 2015, 2016 och 2017.

Fyra cyklister har vunnit tre gånger:
- Philippe Thys ( Belgien), 1913, 1914, och 1920;
- Louison Bobet ( Frankrike), 1953, 1954, och 1955;
- Greg LeMond ( USA), 1986, 1989, och 1990.
- Tadej Pogačar ( Slovenien), 2020, 2021 och 2024

## Svenskar i Tour de France
Under åren 1903-2012 har tretton svenskar deltagit i Tour de France. Sven-Åke Nilsson har genomfört flest lopp (5) medan Magnus Bäckstedt är den som startat flest gånger (7). Han har dock bara genomfört hela loppet två gånger. Bästa totalplacering har Gösta Pettersson med en tredjeplacering 1970. Magnus Bäckstedt har den hittills enda svenska etappsegern; han vann nittonde etappen La Chaux de Fonds - Autun, 1998.
Två svenskar har cyklat i den prickiga bergatröjan och en svensk i den vita ungdomströjan. Sven-Åke Nilsson bar bergatröjan 1980. 2012 erövrade Fredrik Kessiakoff bergatröjan genom en utbrytning på den åttonde etappen och fick bära den från den nionde under totalt 7 etapper. Thomas Löfkvist bar den vita ungdomströjan under etapperna 5–9 år 2008. Magnus Bäckstedt ledde ungdomstävlingen på den åttonde etappen 1999, men vid tillfället var den vita ungdomströjan någonting man fick först på den sista etappen. 

### Lista över svenskar i Tour de France
Placering inom parentes. (-) innebär oplacerad i sammandraget.
- Magnus Bäckstedt: 1998 (70), 1999 (-), 2000 (123), 2004 (-), 2005 (-), 2006 (-), 2008 (-)
- Tomas Fåglum (f. Pettersson): 1970 (36), 1971 (-)
- Bernt Johansson: 1979 (-)
- Göran Karlsson: 1960 (-)
- Fredrik Kessiakoff: 2012 (40), 2013 (-)
- Michel Lafis: 2000 (78)
- Gustav Larsson: 2006 (103), 2009 (50), 2012 (-)
- Marcus Ljungqvist: 1999 (131), 2004 (132), 2005 (125)
- Tobias Ludvigsson: 2018 (74)
- Thomas Löfkvist: 2005 (61), 2006 (62), 2007 (64), 2008 (41), 2010 (15 efter diskning av två dopade cyklister.)
- Glenn Magnusson: 2000 (91)
- Sven-Åke Nilsson: 1978 (11), 1979 (12), 1980 (7), 1981 (8), 1982 (14)
- Gösta Pettersson: 1970 (3), 1971 (-)
- Martin Rittsel: 2000 (108)

## Finländare i Tour de France

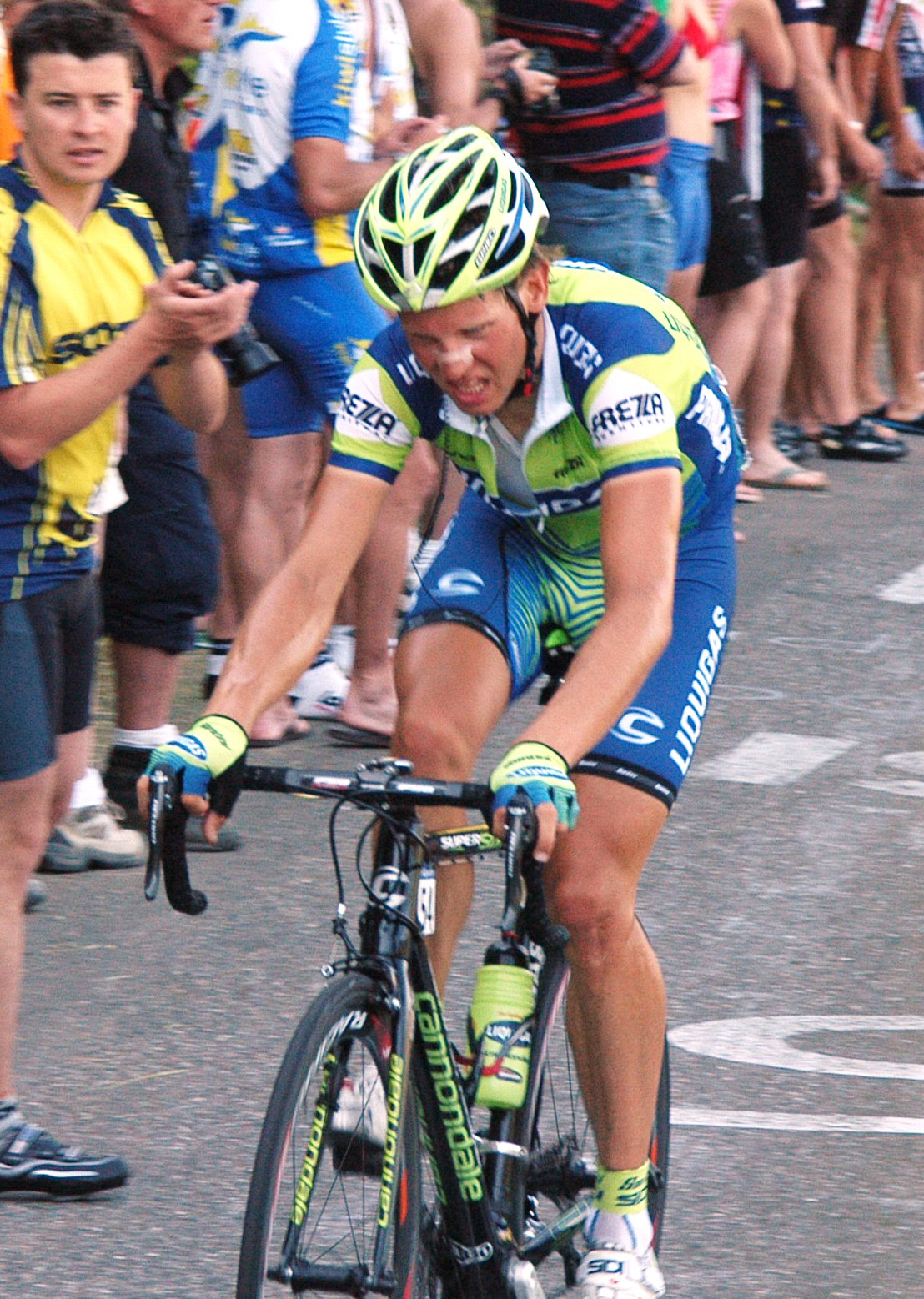
Kjell Carlström på etapp 7 i Tour de France 2007.

Tre finländare har fram till och med år 2009 deltagit i Tour de France, nämligen Joona Laukka, Kjell Carlström och Jussi Veikkanen . Bästa placering har Joona Laukka med en trettiofemte placering i sammandraget i Tour de France 1997. Ännu har ingen finländare vunnit någon etapp eller burit ledartröjan, men Jussi Veikkanen cyklade i den prickiga bergströjan i fyra etapper 2009, med början på den tredje.

### Lista över finländare i Tour de France
Placering inom parentes. (-) innebär oplacerad i sammandraget.
- Kjell Carlström: 2005 (141), 2006 (132), 2007 (76)
- Joona Laukka: 1997 (35) , 1998 (-)
- Jussi Veikkanen: 2009 (108)

## Reklamkaravanen

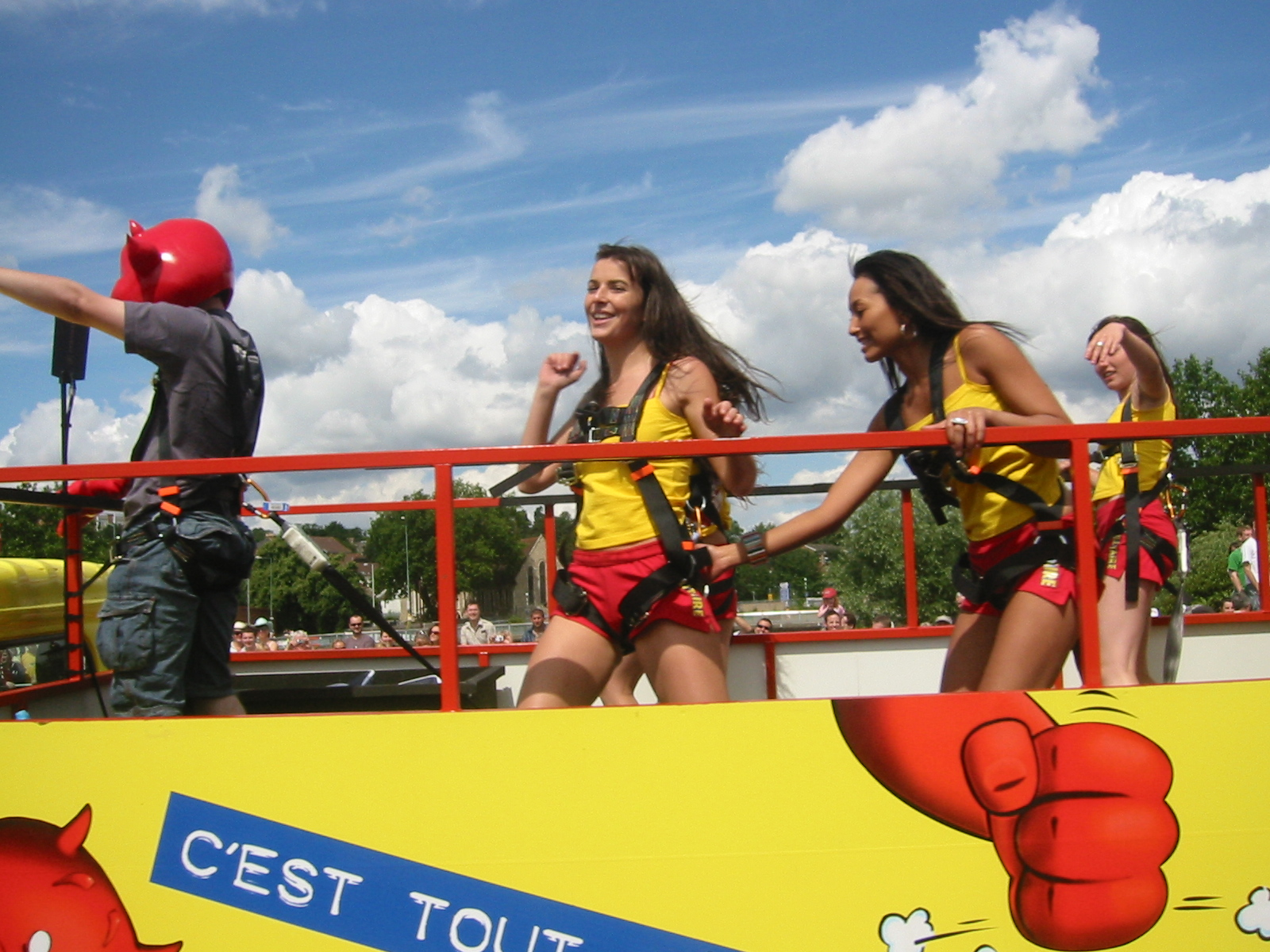
Ett fordon ur reklamkaravanen i London 2007.

Sedan 1930 har en reklamkaravan framförts ett par timmar framför cyklisterna. I karavanen försöker olika företag överglänsa varandra i att spela musik, dela ut souvenirer, reklamprodukter och godis inför de tolv till femton miljoner åskådare som finns utmed vägarna. År 2007 var karavanen cirka 20 km lång och bestod av omkring 200 fordon..